# Publius Rutilius Fabianus
Publius Rutilius Fabianus war ein im 2. Jahrhundert n. Chr. lebender römischer Politiker.
Durch Militärdiplome ist belegt, dass er Ende 135 zusammen mit Gnaeus Papirius Aelianus Aemilius Tuscillus Suffektkonsul war.